# Cenote

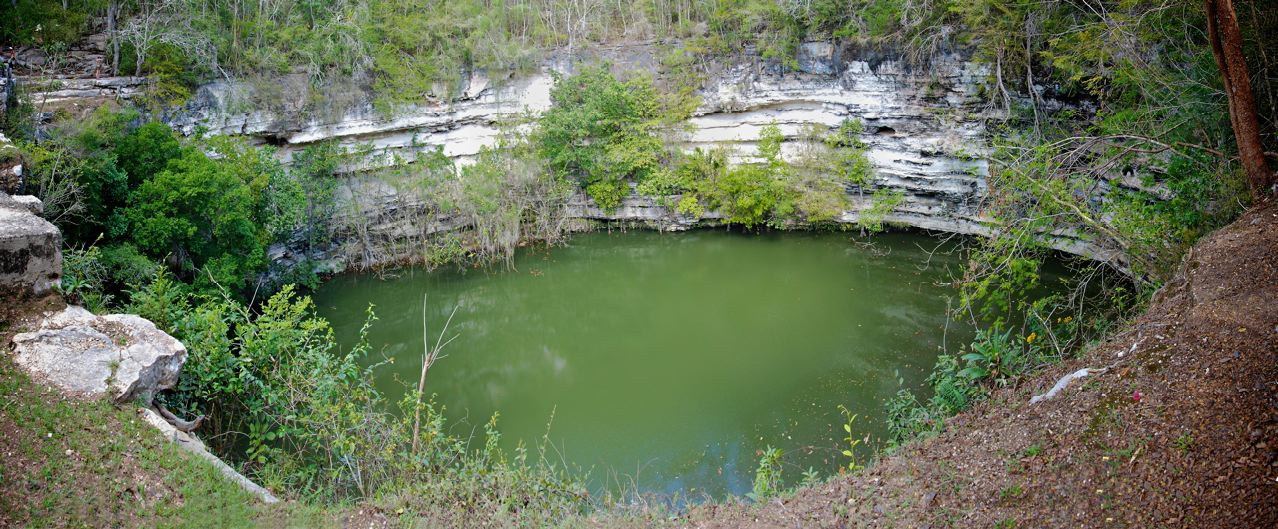
O Cenote Sagrado em Chichén Itzá, México.

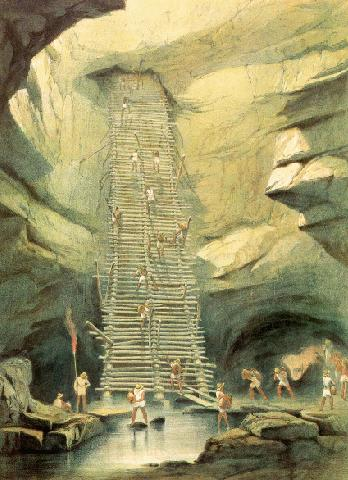
Cenote em Bolonchen, México, utilizado como fonte de água, 1842.

Um cenote (plural: cenotes; do Iucateque dzonot ou ts'onot,) é uma cavidade natural (algar) ou dolina. Especialmente associado com a Península de Iucatã do México, os cenotes eram usados em alguns rituais de sacrifício da civilização Maia. O termo deriva de uma palavra utilizada pelos maias iucatecas das terras baixas, "Ts'onot" refere-se a qualquer local com águas subterrâneas acessíveis. Cenotes são formações geológicas comuns em regiões de baixas latitudes, particularmente em ilhas, regiões costeiras e plataformas com recentes formações calcárias  pós-paleozóicas que têm pouco desenvolvimento do solo.

## Definição e descrição
Cenotes são conexões entre a superfície e áreas alagadas subterrâneas. Enquanto os cenotes mais conhecidos são grandes piscinas medindo cerca de 10 metros de diâmetro, como as existentes em Chichén Itzá, o maior número de cenotes são pequenos locais abrigados e não necessariamente tem qualquer água de superfície exposta. O termo cenote também é empregado para descrever formações parecidas conhecidas como carste presentes em outros países como Cuba ou Austrália.
As águas dos cenotes geralmente são límpidas, porque esta provem de filtragem de água de chuva lentamente através do solo e, portanto, contém poucas partículas suspensas. A taxa de fluxo das água subterrânea dentro de um cenote podem ser muito lentas. Em diversos casos, cenotes são áreas onde se(c)ções do teto das cavernas cederam, revelando um sistema de cavernas subjacente e as taxas de fluxo podem ser muito mais rápidas, cerca de 10 km (6,21 mi) por dia. Cenotes ao redor do mundo atraem exploradores de cavernas, que documentaram extensos sistemas de cavernas inundadas através deles, alguns dos quais com cerca de 100 km (62,1 mi) de extensão ou mais.

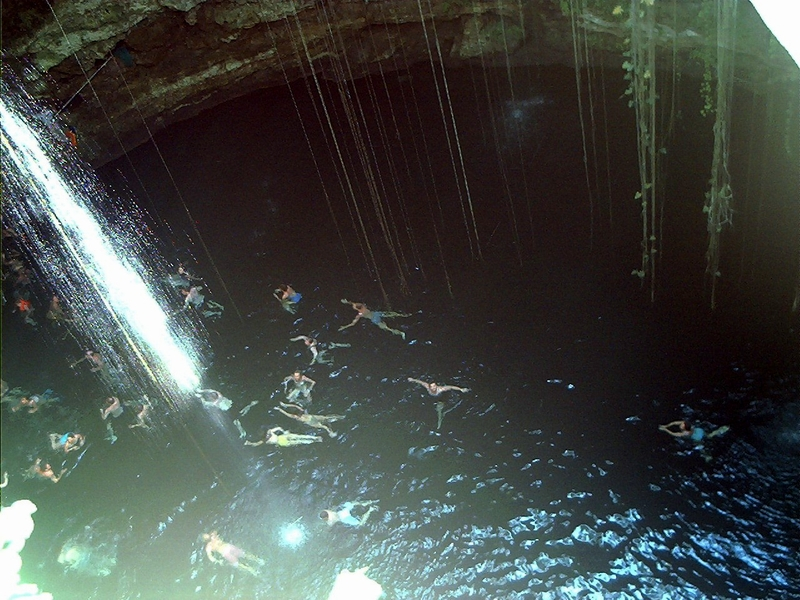
Cenote em Quintana Roo

## Paleontologia
Entre 2001–2002 expedições liderados por Arturo H. González e Carmen Rojas Sandoval descobriram três esqueletos humanos, um deles, Eva de Naharon, teve a idade estimada em 13.600 anos, utilizando a datação por radiocarbono. Em março de 2008, três membros do Proyecto Espeleológico de Tulum e do time de mergulho da Global Underwater Explorers, Alex Alvarez, Franco Attolini e Alberto Nava, exploraram uma seção do Sistema Aktun Hu (parte do Sistema Sac Actun) conhecido como a fossa Hoyo Negro. A uma profundidade de 57 m (187 ft) os mergulhadores encontraran os restos de um mastodonte e a 43 m (141 ft) um crânio humano que pode ser a mais antiga evidência da existência do homem antigo na região.

## Antropologia

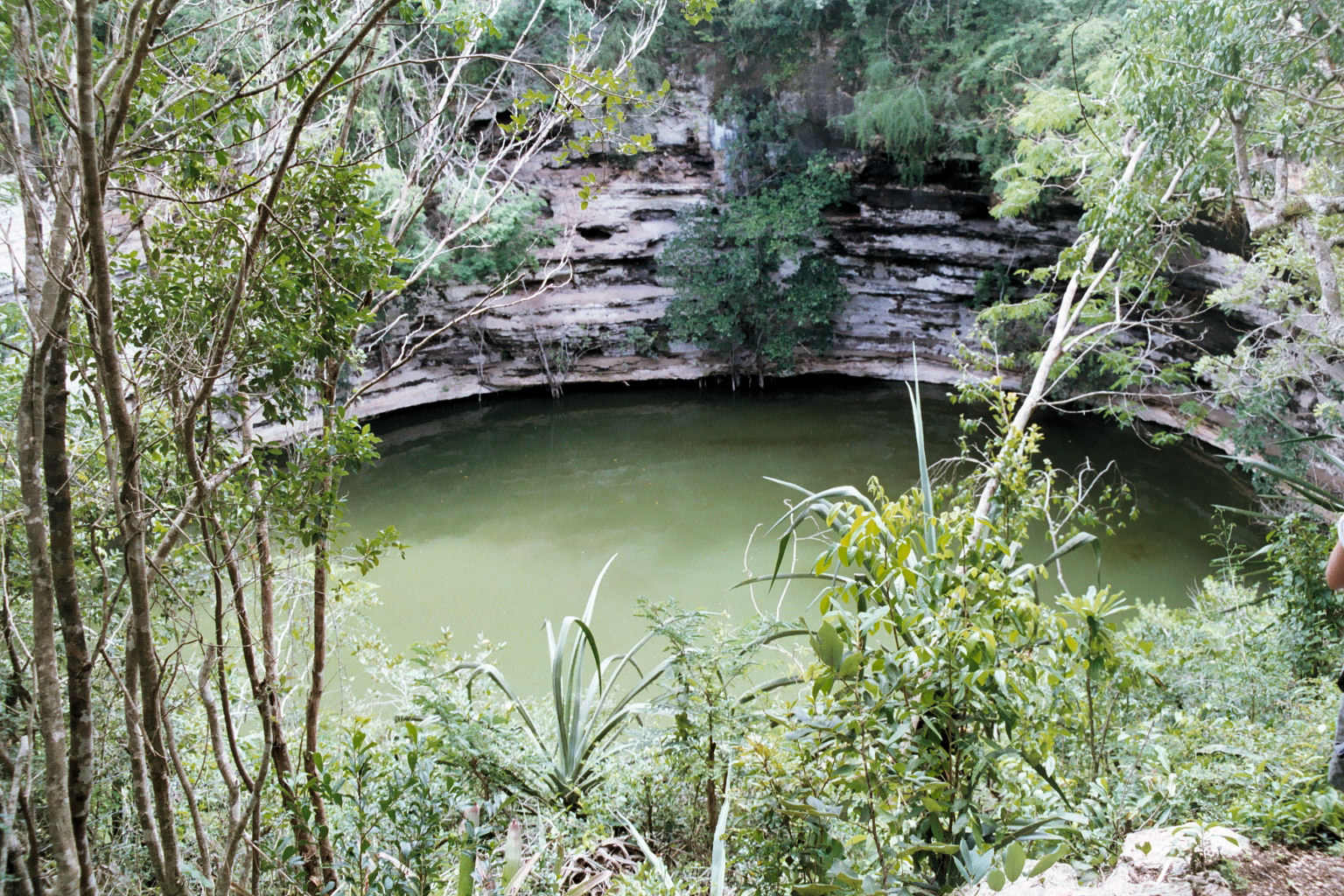
Ilustração

A península de Iucatã quase não tem rios e apenas algumas lagoas e essas são muitas vezes pantanosas. Os cenotes extensamente distribuídos são a única fonte perene de água potável e têm sido a principal fonte de água em grande parte da península de Yucatán. Grandes assentamentos Maia tinham acesso a essas fontes de água, assim como as cidades, incluindo a famosa Chichén Itzá, foi construída ao redor desses bens naturais. Alguns cenotes, como o Cenote Sagrado tinha um importante papel nos rituais Maia. Acreditava-se que essas piscinas eram portais para a vida após a morte. A descoberta de artefatos de sacrifício dourados em alguns cenotes levaram a explorações arqueológicas na primeira metade do século XX. Edward Herbert Thompson, um diplomata norte-americano que comprou o sítio de Chichén Itzá, começou a dragagem do Cenote Sagrado em 1904. Ele descobriu esqueletos humanos e objetos de sacrifício, confirmando a lenda local, o Culto do Cenote, envolvendo Sacrifício humano ao deus da chuva Chaac depositando as vítimas e objetos no cenote.
Os restos deste património cultural são protegidos pela Convenção da UNESCO para a Proteção do Patrimônio Cultural Subaquático.

### Citações
1. ↑  or tz'onot in some secondary sources, such as Sharer & Traxler 2006 p 52.
2. ↑  Gaona-Vizcayno, S; Gordillo de Anda, T; M. Villasuso-Pino, M (1980). Cenotes, karst característico: Mecanismo de formacíon, Instituto de Geología, v. 4; pp 32-36.
3. 1 2  Munro, Paul; Maria de Lourdes Melo Zurita (2011). «The Role of Cenotes in the Social History of Mexico's Yucatan Peninsula». Environment and History. 17 (4): 583–612. doi:10.3197/096734011X13150366551616
4. ↑  Beddows, PA (2003). «Yucatan Phreas, Mexico». In:  Gunn, John. Encyclopaedia of Cave and Karst Science. New York, USA: Routledge Taylor & Francis Group. pp. 794–796. ISBN 978-1-57958-399-6
5. ↑  Floyd B. Largent, Jr. (junho de 2005). «Early Humans South of the Border. New finds from the Yucatán Peninsula» (PDF). Mammoth Trumpet. 20 (3): 8–11. Consultado em 20 de fevereiro de 2011
6. 1 2 3  Fabio Esteban Amador (18 de fevereiro de 2011). «Skull in Underwater Cave May Be Earliest Trace of First Americans». National Geographic. NatGeo News Watch. Consultado em 19 de fevereiro de 2011
7. ↑  Eliza Barclay (3 de setembro de 2008). «Oldest Skeleton in Americas Found in Underwater Cave?». National Geographic. National Geographic News. Consultado em 20 de fevereiro de 2011
8. ↑  «Cave Archeology of Early Americans» (PDF). El Centro Investigador del Sistema Aquífero de Quintana Roo. News from the Field. Winter 2011. Dezembro de 2010. Consultado em 19 de fevereiro de 2011
9. ↑  Fedick, Scott L. (1998).  Kathryn Bernick, eds. Ancient Maya Use of Wetlands in Northern Quintanaa Roo, Mexico. Hidden Dimensions. The Cultural Significance of Wetland Archaeology. Toronto: UBC Press. ISBN 0-7748-0633-8. Consultado em 16 de janeiro de 2011
10. ↑  UNESCO, UNESCO Convention on the Protection of the Underwater Cultural Heritage

### Outras fontes
- RAE [Real Academia Española] (2001). Diccionario de la lengua española (em espanhol) 22nd ed. Madrid: Editorial Espasa Calpe. ISBN 84-239-6814-6. OCLC 48657242
- Sharer, Robert J.; with Loa P. Traxler (2006). The Ancient Maya 6th, fully revised ed. Stanford, CA: Stanford University Press. ISBN 0-8047-4816-0. OCLC 28067148